# Окети (Кунео)
Окети је насеље у Италији у округу Кунео, региону Пијемонт.
Према процени из 2011. у насељу је живело 83 становника. Насеље се налази на надморској висини од 264 м.